# グラニャーノ・トレッビエンセ
グラニャーノ・トレッビエンセ（伊: Gragnano Trebbiense）は、イタリア共和国エミリア＝ロマーニャ州ピアチェンツァ県にある、人口約4,600人の基礎自治体（コムーネ）。

## 地理

### 位置・広がり

#### 隣接コムーネ
隣接するコムーネは以下の通り。
- アガッツァーノ
- ボルゴノーヴォ・ヴァル・ティドーネ
- ガッツォーラ
- ゴッソレンゴ
- ピアチェンツァ
- ロットフレーノ

### 気候分類・地震分類
グラニャーノ・トレッビエンセにおけるイタリアの気候分類 (it) および度日は、zona E, 2563 GGである。
また、イタリアの地震リスク階級 (it) では、zona 3 (sismicità bassa) に分類される。

## 行政

### 分離集落
グラニャーノ・トレッビエンセには、以下の分離集落（フラツィオーネ）がある。
- Gragnanino, Casaliggio, Campremoldo Sotto, Campremoldo Sopra